# Ivo Pranjković
Ivo Pranjković (ur. 17 sierpnia 1947 w Kotor Varošu) – chorwacki językoznawca. Do jego zainteresowań naukowo-badawczych należą: składnia chorwackiego języka standardowego, historia języka chorwackiego, dzieje językoznawstwa, problematyka normatywizmu oraz stylistyka.

## Życiorys
W 1973 roku ukończył studia z kroatystyki i komparatystyki literackiej na Wydziale Filozoficznym Uniwersytetu Zagrzebskiego. Od 1974 r. zatrudniony na tej samej uczelni, najpierw na stanowisku lektora, a później na stanowiskach asystenta, docenta i profesora nadzwyczajnego; od 1996 r. profesor zwyczajny w Katedrze Chorwackiego Języka Standardowego.
Stopień magistra uzyskał w 1978 r. na podstawie pracy Koordinacija u hrvatskom književnom jeziku. Rozprawę doktorską pt. Sintaktička jukstapozicija u hrvatskom književnom jeziku obronił w 1982 r.
Jest autorem około dwudziestu książek autorskich oraz kilkuset artykułów naukowych.
Pranjković prowadził wiele sporów prasowych, zwłaszcza ze swoim wielkim rywalem, Stjepanem Babiciem. Jego artykuły zostały zebrane w kilku książkach. Pranjković ostro krytykuje praktykę preskryptywizmu zadomowioną w chorwackim środowisku językoznawczym. Jednakże lingwiści Paul-Louis Thomas i Snježana Kordić zauważają, że dążności purystyczne i normatywistyczne są obecne również w pracach Pranjkovicia.

## Wybrana twórczość
- August Musić (1989)
- Adolfo Veber Tkalčević (1993)
- Kronika hrvatskoga jezikoslovlja (1993)
- Hrvatska skladnja (1993)
- Lingvistički komentari (1997)
- Jezikoslovna sporenja (1997)
- Hrvatski jezik i franjevci Bosne Srebrene (2000)
- Druga hrvatska skladnja (2001)
- Jezik i beletristika (2003)
- Gramatika hrvatskoga jezika (współautorstwo, 2006)
- Sučeljavanja: Polemički dueli oko hrvatskoga jezika i pravopisa (2008)
- Ogledi o jezičnoj pravilnosti (2010)